# Cobbonchus radiatus
Cobbonchus radiatus är en rundmaskart. Cobbonchus radiatus ingår i släktet Cobbonchus och familjen Cobbonchidae. Inga underarter finns listade i Catalogue of Life.